# (189398) Soemmerring
(189398) Soemmerring ist ein Asteroid des mittleren Hauptgürtels, der sich zwischen Mars und Jupiter befindet.
Er wurde am 7. Mai 2008 von den deutschen Amateurastronomen Stefan Karge und Rainer Kling von der Hans-Ludwig-Neumann-Sternwarte (IAU-Code B01) auf dem Kleinen Feldberg im Taunus aus entdeckt.
Der Asteroid wurde am 26. Juli 2010 zu Ehren von Samuel Thomas von Soemmerring (1755–1830) benannt, einem deutschen Anatomen, Anthropologen, Paläontologen und Erfinder. U. a. entdeckte er den Gelben Fleck in der Netzhaut des menschlichen Auges und erfand den  elektrochemischen Telegrafen. Stefan Karge und Rainer Kling sind Mitglieder im Physikalischen Verein – Gesellschaft für Bildung und Wissenschaft, der jährlich den Samuel-Thomas-von-Soemmerring-Preis für amateurastronomische Arbeiten verleiht.